# U-Bahnhof Crocetta
Der U-Bahnhof Crocetta ist ein unterirdischer Bahnhof der U-Bahn Mailand. Er befindet sich auf der Linie M3 unter dem Largo della Crocetta, nach der er benannt wurde.

## Geschichte
Der U-Bahnhof Crocetta gehört zum Teilstück Duomo–Porta Romana der Linie M3, das am 16. Dezember 1990, erstmal nur von einem Shuttleservice bedient, in Betrieb genommen wurde. Die komplette Inbetriebnahme mit vollem Takt fand am 12. Mai 1991 statt.

## Lage
Der Bahnhof befindet sich in unterirdischer Lage unter dem Largo della Crocetta.
Wie jeder Bahnhof des zentralen Teilstücks der Linie M3 hat der Bahnhof zwei Gleise in zwei übereinander liegenden Tunneln, der obere in Richtung Norden (Comasina), der untere in Richtung Süden (San Donato). Dementsprechend liegen auch die zwei Bahnsteige übereinander.
Die architektonische Ausstattung wurde wie bei allen Bahnhöfen der Linie M3 von den Architekten Claudio Dini und Umberto Cappelli gestaltet. Die vom Architekten Guido Canella im postmodernen Stil entworfene oberirdische Gestaltung wurde nicht realisiert.

## Anbindung
Am U-Bahnhof bestehen Umsteigemöglichkeiten von der Linie M3 zu den Straßenbahnlinien 16 und 24 der Azienda Trasporti Milanesi sowie zu einigen Buslinien.
| Linie | Verlauf |
| ----- | --- |
|       | Comasina – Affori FN – Affori Centro – Dergano – Maciachini – Zara – Sondrio – Centrale FS – Repubblica – Turati – Montenapoleone – Duomo – Missori – Crocetta – Porta Romana – Lodi TIBB – Brenta – Corvetto – Porto di Mare – Rogoredo FS – San Donato |